# Pipunculus lenis
Pipunculus lenis är en tvåvingeart som beskrevs av Kuznetzov 1991. Pipunculus lenis ingår i släktet Pipunculus och familjen ögonflugor. Arten har ej påträffats i Sverige. Inga underarter finns listade i Catalogue of Life.